# Jan van Teeffelen (fotograaf)
Johannes Christianus Maria van Teeffelen (Dreumel, 8 mei 1930 – Nijmegen, 16 september 2011) was een Nederlands fotograaf.

## Carrière
Op jonge leeftijd verhuisde Van Teeffelen naar Nijmegen. Als fotograaf was hij het meest actief in en rond zijn deze plaats. Hij fotografeerde onder meer 50 jaar lang de Nijmeegse Vierdaagse en droeg de taak van Vierdaagse fotograaf in 2010 over aan Ger Loeffen. Bekend waren ook zijn reportage van het carnaval in Rio de Janeiro en de foto’s die hij maakte tijdens een tocht van vier maanden door de Sahara. Hij publiceerde ook meerdere fotoboeken over Nijmegen en de Ooijpolder. 
Van Teeffelen doceerde fotografie aan het cultureel centrum De Lindenberg.
Tijdens een reis op Sri Lanka ontmoette hij Herman Steur. Van Teeffelen ondersteunde het project van Steur die een dorp voor ouderen gebouwd had in dat land. 
Van Teeffelen woonde en werkte aan het St. Stevenskerkhof direct naast de Grote of Sint-Stevenskerk in het historische stadscentrum. Ter gelegenheid van zijn tachtigste verjaardag werd in LUX een tentoonstelling van zijn werk gehouden.
Van Teeffelen laat een groot analoog archief na dat een beeld geeft van bijna 60 jaar fotografie in vooral Nijmegen. Hij werd gedecoreerd als Ridder in de Orde van Oranje Nassau.